# Осада Калуги (1617—1618)
Осада Калуги 1617—1618 — попытки польско-литовских интервентов захватить Калугу на заключительном этапе русско-польской войны 1609—1618 годов во время московского похода королевича Владислава Вазы.

## Ход событий
Наступление поляков на Москву велось на трёх направлениях — северном (волоколамском), центральном (можайском) и южном (калужском). На калужском направлении это были прежде всего лисовчики во главе с полковником Станиславом Чаплинским. Они захватили Мещовск и Козельск, после чего, грабя и сжигая всё на своём пути, растеклись по калужской земле. Калужане направили делегацию к царю Михаилу Фёдоровичу с просьбой прислать им для защиты князя Дмитрия Пожарского, помня о его храброй борьбе на их земле с Александром Лисовским. Царь удовлетворил их прошение, однако ввиду тяжёлой ситуации на других направлениях смог выделить с Пожарским лишь небольшой отряд из 300 стрельцов и 20 дворян и жильцов. Пожарскому предстояло создавать боевую силу на месте. Для этой задачи он привлёк казачество, будучи одним из немногих царских воевод, имевших высокий авторитет среди казаков и умевших наладить с ними взаимодействие. При дворе ценили это качество Пожарского, выделив ему крупную сумму для жалованья казакам. Всего в войске Пожарского набралось по разным источникам до семи тысячи человек.
Пробившись в Калугу в октябре 1617 года, князь стал немедленно готовить город к осаде. Тем временем на помощь лисовчикам пришли регулярные польские отряды во главе с Петром Опалинским.  Поляки стали укреплённым лагерем под Товарково, а затем двинулись на Калугу. Пожарский встретил врагов в середине декабря близ Лаврентьева монастыря, где произошёл жестокий бой, продлившийся весь день. Поляки отступили, однако в плен к ним попал юный племянник Пожарского. Через десять дней поляки, согласно Новому летописцу, предприняли ночную атаку на Калугу. Однако благодаря крепким заставам и караулам, расставленным Пожарским, они были своевременно обнаружены. Они были умышленно допущены до городских стен, а затем истреблены атакой внезапно вышедших из крепости русских войск. По одной из версий, поляки были сознательно заманены в ловушку, получив от бывших казаков Ивана Заруцкого ложное обещание перехода на их сторону при ночном штурме Калуги.
Однако лагерь в Товарково продолжал существовать, из него совершались рейды на Оболенск и Серпухов. Пожарский организовал против интервентов партизанскую войну, поодиночке перехватывая и уничтожая отдельные отряды лисовчиков и регулярных польских войск. В конечном итоге, конным отрядам Пожарского удалось ворваться в лагерь под Товарково и уничтожить значительную часть провианта, оружия и боеприпасов. Это произошло в мае 1618 года. Изрядно поредевшее польское войско отступило к основным силам королевича Владислава в Вязьму. Непосредственная угроза, нависшая над Калугой, старанием Дмитрия Пожарского была устранена. После этого князь со своим дворянско-казачьим войском принял участие в Можайской битве.

## Последствия
Безопасностью Калуга смогла насладиться всего несколько месяцев. В конце 1618 года к ней подступили запорожские казаки гетмана Петра Сагайдачного. Их многочисленное войско штурмом взяло городской посад и осадило царский гарнизон в Калужском кремле. Лишь после Деулинского перемирия войска неприятеля ушли из Калуги, оставив на месте посада пепелище.